# Фрай, Ретус
Ретус Фрай (нем. Rätus Frei; 8 сентября 1932 — март 1984, Испания) — швейцарский хоккеист, левый нападающий. Участник зимних Олимпийских игр 1956 года.

## Биография
Ретус Фрай родился 8 сентября 1932 года.
Играл в хоккей с шайбой за швейцарские «Давос», «Грассхоппер» и ЦШК, в составе которого в 1961 году стал чемпионом Швейцарии.
В 1955 году участвовал в чемпионате мира в ФРГ, где сборная Швейцарии заняла 7-е место. Провёл 5 матчей, забросил 1 шайбу в ворота сборной ФРГ.
В 1956 году вошёл в состав сборной Швейцарии по хоккею с шайбой на зимних Олимпийских играх в Кортина-д’Ампеццо, занявшей 9-е место. Играл на позиции нападающего, провёл 5 матчей, шайб не забрасывал.
В течение карьеры провёл за сборную Швейцарии 26 матчей, забросил 6 шайб.
С 1976 года был техническим представителем швейцарского ЦШК.
Умер в марте 1984 года в Испании во время отпуска в результате сердечного приступа.